# تروسکولازی اولسزینا
تروسکولازی اولسزینا (به لاتین: Truskolasy-Olszyna) یک منطقهٔ مسکونی در لهستان است که در Gmina Sokoły واقع شده‌است.

## خصوصیات
تروسکولازی اولسزینا ۲۰۰ نفر جمعیت دارد.